# Taifun (Belagerungsmethode)
Taifun war eine experimentelle Angriffsmethode auf Festungen und unterirdische Partisanenverstecke, die für die deutsche Wehrmacht im Zweiten Weltkrieg entwickelt wurde. Zum Einsatz kam ein Gasgemisch aus Kohlenstoffmonoxid und Ethen, das durch ein in die Festung gesprengtes Loch eingelassen und dann elektrisch gezündet wurde. Durch den Explosionsdruck sollte es Besatzung und Befestigung kampfunfähig machen.
1942 wurden 500 Gasflaschen an eine Pioniereinheit abgegeben. Die Methode kam im Osten zum Einsatz, wo sie in Charkiw durch eine zu geringe Gaskonzentration erfolglos blieb und auch 1943 in Kertsch wenig ausrichten konnte.

## Vorgehensweise
Taifun besteht aus zwei Phasen:
In der ersten Phase sollte ein Stoßtrupp, falls notwendig mit Unterstützung durch Luftwaffe und Artillerie, einen Stützpunkt des belagerten Objektes angreifen. Dazu sollte er mit Flammenwerfern und geballten Ladungen vorrücken und mit einer Hohlladung eine Öffnung von 10 bis 20 cm Durchmesser in die Panzerung reißen.
In der zweiten Phase sollte der Spezialtrupp Taifun vorrücken und das Gas in das Objekt einleiten. Dieses sollte sich mit Sauerstoff vermengen und dann elektrisch von außen gezündet werden. Der dabei entstehende Explosionsdruck sollte die Besatzung ausschalten und Panzertüren aufdrücken. Dieser Vorgang sollte so lange wiederholt werden, bis das belagerte Objekt und dessen Besatzung kampfunfähig werden würde.

## Test
Die Belagerungsmethode wurde 1940 von der dritten Kompanie des Kölner Pionierlehrbataillons getestet. Als Übungsorte dienten das besetzte Maginot-Werk Four à Chaux und das kleine Werk von Lembach im Elsass.
Das Resultat der Versuche am Four à Chaux lassen sich noch heute besichtigen: Die Kuppel des versenkbaren Hauptgeschützturms von Stand 1, bewaffnet mit zwei 135 mm-Granatwerfern, wurde bei Versuchen aus ihrer Verankerung gerissen. Des Weiteren wurde eine schwere Stahltür im Inneren des Werkes stark verformt. Beide Stellen wurden bei den Restaurierungsarbeiten in diesem Zustand belassen.
Überlebende Bewohner des Ortes Lembach, welcher vom Werk Four à Chaux ca. 5 km Luftlinie entfernt liegt, erinnern sich noch heute an die Erschütterungen der Explosionen, die teilweise einen Explosionsdruck von bis zu 40 bar erreichten.